# ديان هاربر
ديان ميدفيد هاربر (بالإنجليزية: Diane Medved Harper) أستاذة في قسم طب الأسرة بجامعة ميشيغان. كانت أستاذة ورئيسة قسم طب الأسرة والشيخوخة بجامعة لويفيل بين عامي 2013 و2017، وأستاذةً في قسم الطب البيولوجي والمعلوماتية الصحية في جامعة ميسوري كانساس سيتي بين عامي 2009 و2013. وشغلت منصبًا سريريًا وتدريسيًا وبحثيًا في مدرسة الطب في دارتموث بين عامي 1996 و2009. يشمل مجال خبرتها فيروس الورم الحليمي البشري (HPV) والأمراض المرتبطة به وتنظير المهبل، وكانت الباحثة الرئيسية في التجارب السريرية للقاحات ضد فيروس الورم الحليمي البشري غارداسيل Gardasil وسيرفاريكس Cervarix.

## حياتها المبكرة
ترعرعت هاربر في مدينة كانساس؛ كان والدها مهندسًا كهربائيًا وميكانيكيًا. توفيت والدتها في عام 1981 بسبب سرطان الثدي، عندما كانت هاربر في كلية الدراسات العليا.

## التعليم والأبحاث والحياة المهنية
تخرّجت هاربر من جامعة كانساس (حيث أكملت الإقامة في طب الأسرة)، وأكملت المرحلة الجامعية الأولى وتخرّجت من الهندسة الكيميائية من معهد ماساتشوستس للتكنولوجيا قبل الذهاب إلى جامعة ستانفورد وجامعة هارفارد للحصول على شهادة الصحة العمومية. اتخذت قرارها بالذهاب إلى كلية الطب بدلاً من الاستمرار في دراسة الهندسة في عام 1981 عندما اتصلت بأبيها في يوم عيد الشكر وأخبرته أنها لم تجد نفسها في الهندسة. درست أثناء وجودها في ستانفورد عملية اتخاذ القرارات الطبية وتحليل فعالية التكلفة. تشمل شهادات هاربر دكتوراه في الطب MD وماجستير في الصحة العمومية MPH وماجستير في الجراحة MS.
عُيّنت ديان هاربر في معهد سياسة الرعاية الصحية والابتكار في جامعة ميشيغان في آن آربر ومديرة الأطباء للتوعية المجتمعية والالتزامات والتباينات الصحية في مركز روجل للسرطان التابع لجامعة ميشيغان.
لديها أكثر من 200 بحث وعشرات الآلاف من الاستشهادات، وقد ساهمت في العديد من الكتب المدرسية، وشاركت في منشورات إرشادات فحص سرطان عنق الرحم الأمريكية والعالمية. عُيّنَت هاربر عام 2016 في فرقة عمل الخدمات الوقائية الأمريكية.

## آراؤها بشأن لقاحات HPV
صرّحت هاربر بأنّ لقاح غارداسيل Gardasil «هو لقاح جيد و... آمن بشكل عام»، وأضافت لصحيفة الغارديان: «أنا أؤيد تمامًا لقاحات فيروس الورم الحليمي البشري، أعتقد أنها عمومًا آمنة لدى معظم النساء.» ومع ذلك منذ عام 2009، شككت هاربر في تحليل التكلفة والفائدة للقاح غارداسيل في البلدان التي تتوفر فيها لطاخة بابا نيكولاو (اختبار لكشف سرطان عنق الرحم) بشكلٍ منتظم، وذكرت أنّه ضُخّمت أهمية اللقاح عبر الترويج له. في مقابلة مع الإذاعة الوطنية العامة عام 2011، عارضت لقاحات فيروس الورم الحليمي البشري الإلزامية لأطفال المدارس، وقالت: «إن خمسة وتسعين في المئة من النساء المصابات بفيروس الورم الحليمي البشري لا تصبن أبدًا بسرطان عنق الرحم.»  وفي مقابلة أجريت في يوليو/تموز 2013، ذكرت أنها تناصر الاختيار الشخصي والنهج الفردي للتطعيم ضد فيروس الورم الحليمي البشري، وقالت: «أنا أوفر صورة متوازنة لمرضاي وعائلاتهم ولا أشعر بالضيق على الإطلاق إذا رفضوا اللقاح خاصة في الأعمار الأصغر سنًا.»  ظهرت هاربر في ديسمبر/ كانون الأول 2013 في حلقة Katie Couric's من برنامج Katie التي كرّستها للحديث عن لقاح فيروس الورم الحليمي البشري، وذكرت أنّ لطاخة بابا نيكولاو المطورة حديثًا والتي تجمع بين اختبار فيروس الورم الحليمي البشري وعلم الخلايا لها قدرة تقارب 100% على اكتشاف المرحلة ما قبل السرطانية والسرطانية؛ وأضافت: «لا يدوم الغارداسيل طويلاً بما يكفي للوقاية من سرطان عنق الرحم وهناك بعض الأضرار المرتبطة به.» 
ظهرت هاربر في المؤتمر الدولي العام للتطعيم، وهو مؤتمر عقده المركز الوطني لمعلومات اللقاحات، وهو منظمة أمريكية مناهضة للّقاحات، وتبيّن فيما بعد أنهم لم يدركوا أنّه كان حدثًا ضد التطعيم. كما ظهرت في فيلم The Greater Good، وهو فيلم مناهض للّقاحات.

## أوسمة الشرف
بينما كانت هاربر في هيئة التدريس والموظفين في مدرسة الطب في دارتموث في عام 2006، سمّتها أكاديمية نيو هامبشير لأطباء الأسرة بـ طبيب أسرة نيو هامبشير لهذا العام.
حصلت هاربر على جائزة امرأة العام لمونت كارلو في مايو/أيار 2013 لمساهماتها واكتشافاتها التي تحدد دور فيروس الورم الحليمي البشري في إمراضية سرطان عنق الرحم..
وحصلت هاربر أيضًا في مايو/أيار 2013 على جائزة التميز في التعليم من جمعية أساتذة طب الأسرة عن «تميزها في التعليم على مستوى كل من طلاب الطب ومقيمي طب الأسرة والتوليد وطب النساء والاجتماعات الوطنية والدولية، وقد ظهرت للجمهور المحلي والوطني عبر التلفزيون، بما في ذلك ظهورها على برنامج الدكتور أوز .... ». قُدِّمَت الجائزة أيضًا لأنّ هاربر «ساعدت في إقرار الدلائل الإرشادية الوطنية الأمريكية للتسميات الخاصة بعلم الخلية وتحرّي تقارير علم الأنسجة والخلية غير الطبيعية وإدارتها» و«الاستشارات التي قدمتها لمنظمة الصحة العالمية حول استخدام لقاحات فيروس الورم الحليمي البشري الوقائي.» ومنظمة الصحة الأمريكية PAHO لتقديم المشورة بشأن المبادئ الصحية العالمية وإجراء الفحوصات والوقاية من سرطان عنق الرحم في البلدان منخفضة ومتوسطة الدخل. وحصلت على جائزة العلماء المتميزين من المنظمة الأوروبية للأبحاث عن العدوى التناسلية.
حصلت هاربر في أوكتوبر/تشرين الأول 2015 على لقب شخصية العام من قبل نظام مدرسة نوتردام دي سيون.